# 阿斯塔纳车队
阿斯塔纳（UCI隊碼：XAT），现全名喜德盛阿斯塔纳车队（XDS Astana Team），为哈萨克斯坦职业公路自行车赛车队，由哈萨克斯坦国家福利基金萨姆鲁克-卡泽纳赞助，以首都阿斯塔纳命名。

## 历史

### 成立
2006年，西班牙警方发动港口行动，突袭搜查境内的运动员禁药组织。西班牙车队利宝互助-伍尔特的总经理马诺洛·赛兹被查到牵涉其中而被捕，利宝互助当即撤出赞助，该车队剩下赛季由哈萨克斯坦财团接手赞助。因马诺洛·赛兹不予出售自己的世界巡回赛车队资质，哈萨克斯坦财团在2016年下半年自行注册成立了阿斯塔纳车队，并接受了前车队的大部分车手。

### 屡曝禁药违规
在2007年环法自行车赛，新成立的阿斯塔纳车队的两名哈萨克斯坦车手亚历山大·维诺库罗夫和安德烈·卡舍奇金药检呈阳性，车队随后退出当届环法。2008年，车队重组了管理层，但因上一年的禁药违规被2008年环法自行车赛拒之门外。
2009年，兰斯·阿姆斯特朗重返车坛选择加入阿斯塔纳车队。车队自此拥有了他和阿尔伯托·康塔多两名明星选手。然而一山不容二虎，在当年的环法中，车队选择优先保障阿姆斯特朗。但康塔多不愿屈从车队安排，在被车队孤立的情况下赢下总冠军。2009年10月，法国反兴奋剂机构向世界反兴奋剂机构（WADA）指控阿斯塔纳车队在2009年环法期间的药物测试受到国际自行车联盟检察员包庇，违反检测流程。
2010年，阿姆斯特朗因希望拥有更大的自主权而选择自建RadioShack车队，并从阿斯塔纳车队带走了大部分车手。同年，结束两年禁赛期的维诺库罗夫回归。2010年9月，康塔多在2010年环法自行车赛期间的尿液样本被检查出含有克倫特羅（瘦肉精）。赛季结束后，康塔多带着几名西班牙车手离队加盟盛宝银行车队。
2012年，阿姆斯特朗被美国反禁药组织确认使用禁药。2014年一年，阿斯塔纳车队及其附属的发展车队共5名车手被检出使用禁药，国际自行车联盟一度考虑吊销车队资质。经过几个月的审查后，阿斯塔纳车队最终于2015年4月继续保有世界巡回赛资质。
在2015年环法自行车赛中，车队车手拉尔斯·博姆在赛前被检查皮质醇水平过低，根据自行车诚信运动组织（MPCC）的规定（MPCC的要求比国际自行车联盟和世界反兴奋剂机构的要求更严格）不能上场比赛，但车队依然坚持派他出战。同年9月，阿斯塔纳车队被开除出自行车诚信运动组织。

## 主要成绩
- 环法自行车赛总冠军：阿尔伯托·康塔多（2009），溫琴佐·尼巴利（2014）
- 环西自行车赛总冠军：阿尔伯托·康塔多（2008），法比奥·阿鲁（英语：Fabio Aru）（2015）
- 环意自行车赛总冠军：阿尔伯托·康塔多（2008），溫琴佐·尼巴利（2013，2016）